# Poeciloneta variegata
Poeciloneta variegata là một loài nhện trong họ Linyphiidae. Loài này dài 1,6-2,6 mm, sinh sống ở các vùng miền Cổ bắc và miền Toàn bắc.